# Bad (canção de Michael Jackson)
"Bad" é uma canção de Michael Jackson, presente em seu sétimo álbum em carreira solo de mesmo nome. Lançado mundialmente em 7 de setembro de 1987, como o segundo single oficial do álbum, alcançou o primeiro em diversos países ao redor do globo, inclusive nos Estados Unidos, na Billboard 100.

## Música
Durante a entrevista que concedeu para a edição especial do álbum, em 2001, Quincy Jones afirmou que Bad inicialmente foi composta para ser um dueto entre Michael e Prince, como forma de aproveitar a suposta rivalidade entre ambos para promover a música. Entretanto, Prince teria rejeitado o projeto por não ter gostado da letra.
Na biografia Moonwalk, de 1988, Michael afirmou que a ideia para compor Bad partiu da história de um jovem barra pesada que foi mandado para uma escola privada longe do lugar onde vivia. Ao regressar para seu local de origem ele teria despertado a inveja em seus antigos amigos, que revoltados com a mudança do jovem resolvem matá-lo.
A música tem o Michael fazendo um beat box como acompanhamento, é um clássico funk do final dos anos 80 com um solo de Órgão Hammond. A frase "Who's Bad?", sussurrada por Jackson durante a letra ficou famosa, e se tornou o bordão do cantor e parte da cultura popular, assim como sua própria pronuncia para a palavra "Come On", falada "cha'mone" ou "shamone", usada com frequência por Jackson em músicas posteriores como Man in the Mirror e Black or White.

## Videoclipe
O videoclipe completo de "Bad" é um curta-metragem de 18 minutos e 6 segundos, escrito pelo romancista e roteirista Richard Price, filmado por Michael Chapman, e dirigido por Martin Scorsese. Anos mais tarde, Scorsese revelaria em entrevista que havia recebido diversas propostas para dirigir videoclipes, mas nenhuma tão interessante quanto a de Michael. A ideia era um curta-metragem onde Michael faria um grande número de dança. Isso chamou a atenção do diretor, pois ele ficaria livre para brincar com a câmera da maneira que desejasse.
O vídeo foi filmado no Brooklyn durante um período de 6 semanas durante novembro e dezembro de 1986. O vídeo tem muitas referências ao filme West Side Story, de 1961, especialmente a sequência "Cool".
Usando roupas com uma quantidade notável de fivelas, Jackson exibiu sua imagem de "durão de rua e ousado" pela primeira vez. O lançamento do videoclipe sofreu com o perfeccionismo de Michael, que gastou 2.2 milhões de dólares, deixando este clipe na sétima posição entre os videoclipes mais caros da história.
O vídeo completo foi introduzido em um especial de TV, Michael Jackson: The Magic Returns, no Primetime, um programa de televisão da CBS em 31 de agosto de 1987. O vídeo completo ganhou prêmios em várias cerimônias de premiação de prestígio, incluindo Single Favorito (Soul/R&B) no American Music Awards e Greatest Selling Album de um solista masculino no Reino Unido do Guinness Book of World Records. O vídeo foi elogiado pela crítica como um dos vídeos mais icônicos e grandiosos de todos os tempos; A roupa de Jackson foi citada como uma influência na moda.

### Sinopse
No vídeo, Jackson interpreta um adolescente chamado Darryl, que acaba de retornar de um internato em uma escola particular cara. Ele volta para a cidade e pega o metrô de volta ao seu bairro negligenciado. Darryl descobre que sua casa está vazia onde é recebido por seus velhos amigos. O líder do grupo é Mini Max (Wesley Snipes, que fazia seu primeiro papel de destaque em um obra para televisão). 
No início, as relações são amigáveis, mas um pouco estranhas. Então, a situação começa a se deteriorar quando a gangue começa a perceber o quanto Darryl mudou. Eles notam especialmente o quão desconfortável ele se tornou com atividades criminosas. Darryl leva a gangue para a estação de metrô Hoyt-Schermerhorn Streets em uma tentativa de mostrar aos seus amigos que ele ainda é "ruim" roubando um idoso. Ele mudou de ideia no último minuto e Mini Max o castiga, dizendo ao Darryl que ele não é mais mau. Depois de mais desrespeito de Mini Max, o vídeo corta para Darryl e um grupo de garotos de rua dançando enquanto Darryl é visto tocando "Bad" (até aqui o curta é todo em preto e branco, mas quando Michael começa a dançar, o clipe torna-se colorido). Darryl insiste que Max está indo para uma queda que é quase a ruína de Darryl. Eventualmente, Mini Max aceita isso e depois de um aperto de mão final, deixa Darryl em paz. No final do vídeo, Darryl é deixado sozinho vendo sua gangue sair.

## Performances ao vivo
Michael performou Bad na Bad World Tour e na primeira parte da Dangerous World Tour. Um medley chamado "The Drill" que seria usado na turnê This Is It, tem amostras de Bad.

## Covers e influência
- Weird Al" Yankovic, conhecido por fazer paródias das músicas, homenageou Michael Jackson mais uma vez, antes com o single (Eat It/ Beat It) e agora com (Fat/Bad), o videoclipe é a cópia perfeita do original só que muito mais hilário.
- A cantora pop, Celine Dion, cantou devidamente caracterizada a canção Bad em uma de suas turnês.
- Sammy Davis Jr., uma das inspirações de Michael, cantou a música em 1989.
- O videoclipe LoveGame de Lady Gaga tem referências ao clipe de Bad.
- Bo 'Selecta! frequentemente fala o "shamone".
- Khalil Fong, um cantor de soul asiático, lançou um cover da canção em seu álbum Timeless de 2009.